# Kartning
I tekstilproduktion er kartning en mekanisk proces, der adskiller, renser og blander fibre for at kunne producere en kontinuerlig bane eller væge velegnet til efterfølgende forarbejdning. Dette opnås ved at føre fibrene mellem overflader, der bevæger sig forskelligt, som er dækket med "kartbeklædning", et fast fleksibelt materiale indlejret med metalstifter. Det bryder totter og uorganiserede klumper af fiber op og justerer derefter de enkelte fibre, så de er parallelle med hinanden. Ved forberedelsen af uldfibre til spinding er kartning det trin, der kommer efter teasing.
Ordet er afledt af det latinske Carduus, der betyder tidsel eller tesel, da tørrede vegetabilske teslinger som det første blev brugt til at rede den rå uld, før de teknologiske fremskridt medførte brugen af maskiner.

## Overblik
Disse bestilte fibre kan derefter sendes videre til andre processer, der er specifikke til den ønskede slutanvendelse af fiberen: Bomuld, pladevat, filt, stræk- eller kamgarn osv. Kartning kan også bruges til at skabe tekstilblandinger med forskellige fibre eller forskellige farver. Kartningsprocessen kombinerer ved blandingsprocessen de forskellige fibre til en homogen blanding. Kommercielle karter har også ruller og systemer designet til at fjerne nogle vegetabilske forurenende stoffer fra ulden.
Karttøj er fælles for alle kartere. Kartbeklædning er lavet af en robust fleksibel bagside, hvori der er indlejret tæt anbragte trådstifter. Formen, længden, diameteren og afstanden mellem disse trådstifter er dikteret af kartdesigneren og de særlige krav til den anvendelse, hvor kartkluden skal bruges. I sidste halvdel af 1800-tallet blev en senere version af kartbeklædningsproduktet udviklet og fandtes kun på kommercielle kartemaskiner, hvorom et enkelt stykke savtakket tråd blev viklet rundt om en rulle. Den blev kendt som metallisk kartbeklædning.
Kartningsmaskiner er kendt som karter. Fiber kan også kartes i hånden til håndspinding.